# CPC Loop Den Haag
CPC Loop Den Haag (förkortning av City-Pier-City Loop) årligt maratonlopp i Haag i mitten av mars som har hållits varje år sedan 1975. Öppningsupplagan sprangs på en 14,5 kilometer lång bana, men utvidgades till en halvmaraton följande år. Tävlingen har utgjort det holländska mästerskapet i halvmaraton flera gånger.

Banan är relativt platt, vilket resulterar i relativt många snabba tider för idrottarna.

## Vinnare

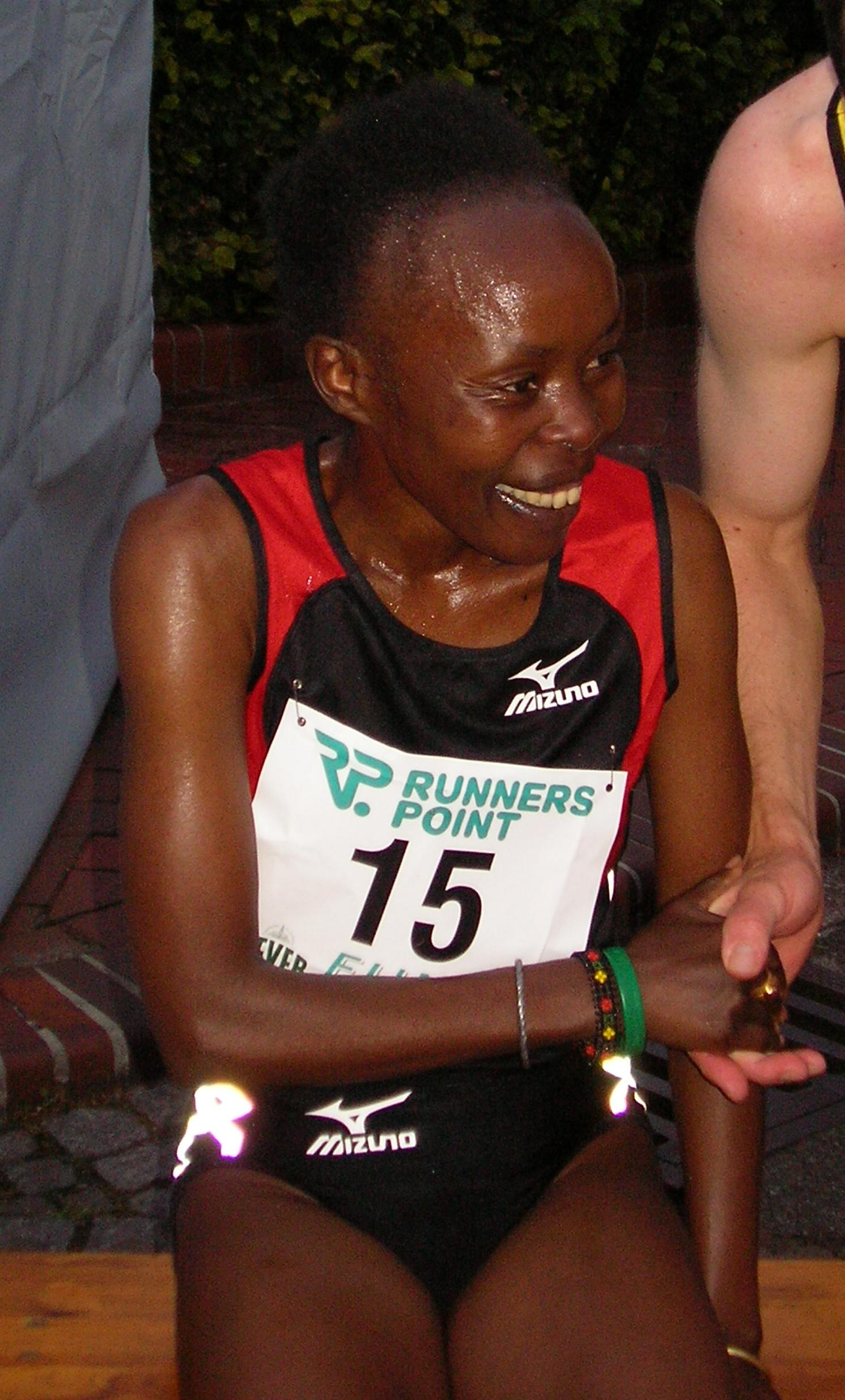
Tegla Loroupe satte banrekord 1998.

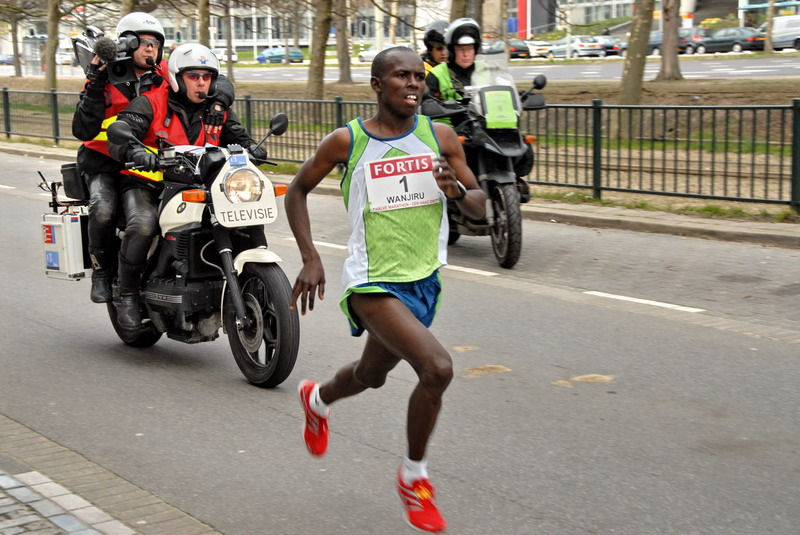
Samuel Wanjiru på väg att sätta världsrekord i 2007 års lopp.

Key:
      Course record
      Dutch championship race
      Wind-assisted race
| År   | Manlig vinnare         | Land          | Tid (h:m:s) | Kvinnlig vinnare      | Land          | Tid (h:m:s) |
| ---- | ---------------------- | ------------- | ----------- | --------------------- | ------------- | ----------- |
| 1975 | Henk Kalf              | Nederländerna |             | Ej hållen             | Ej hållen     | Ej hållen   |
| 1976 | Jose Reveyn            | Belgien       | 1:03:24     | Ej hållen             | Ej hållen     | Ej hållen   |
| 1977 | Joachim Schirmer       | Tyskland      | 1:02:40     | Ej hållen             | Ej hållen     | Ej hållen   |
| 1978 | Wolf-Dieter Poschmann  | Tyskland      | 1:03:36     | Ej hållen             | Ej hållen     | Ej hållen   |
| 1979 | Øyvind Dahl            | Norge         | 1:03:07     | Ej hållen             | Ej hållen     | Ej hållen   |
| 1980 | Øyvind Dahl            | Norge         | 1:02:46     | Marja Wokke           | Nederländerna | 1:13:59     |
| 1981 | Øyvind Dahl            | Norge         | 1:04:18     | Ine Valentin          | Nederländerna | 1:24:31     |
| 1982 | Hugh Jones             | England       | 1:01:06     | Annie van Stiphout    | Nederländerna | 1:14:34     |
| 1983 | Cor Lambregts          | Nederländerna | 1:00:40     | Gerrie Timmermans     | Nederländerna | 1:18:44     |
| 1984 | Ray Crabb              | England       | 1:02:56     | Carla Beurskens       | Nederländerna | 1:12:57     |
| 1985 | Carl Thackery          | England       | 1:02:11     | Carla Beurskens       | Nederländerna | 1:10:44     |
| 1986 | David Tavares          | Portugal      | 1:02:50     | Carla Beurskens       | Nederländerna | 1:09:28     |
| 1987 | Marti ten Kate         | Nederländerna | 1:03:14     | Karolina Szabo        | Ungern        | 1:10:58     |
| 1988 | Marti ten Kate         | Nederländerna | 1:02:20     | Evy Palm              | Sverige       | 1:12:24     |
| 1989 | Marti ten Kate         | Nederländerna | 1:01:34     | Nelly Aerts           | Belgien       | 1:11:32     |
| 1990 | Marti ten Kate         | Nederländerna | 1:02:24     | Carla Beurskens       | Nederländerna | 1:10:04     |
| 1991 | John Burra             | Tanzania      | 1:01:38     | Ingrid Kristiansen    | Norge         | 1:09:05     |
| 1992 | Manuel Matias          | Portugal      | 1:02:04     | Anne van Schuppen     | Nederländerna | 1:13:20     |
| 1993 | Benson Masya           | Kenya         | 1:00:24     | Colleen De Reuck      | Sydafrika     | 1:10:50     |
| 1994 | Benson Masya           | Kenya         | 1:02:00     | Jane Salumäe          | Estland       | 1:10:10     |
| 1995 | Simon Lopuyet          | Kenya         | 1:01:42     | Simona Staicu         | Rumänien      | 1:10:58     |
| 1996 | Thomas Osano           | Kenya         | 1:02:03     | Jane Salumäe          | Estland       | 1:11:38     |
| 1997 | Grazia Calvaresi       | Italien       | 1:01:08     | Esther Kiplagat       | Kenya         | 1:10:10     |
| 1998 | Simon Bor              | Kenya         | 1:01:03     | Tegla Loroupe         | Kenya         | 1:07:32     |
| 1999 | Isaac Chemobo          | Kenya         | 1:01:00     | Christina Pomacu      | Rumänien      | 1:10:02     |
| 2000 | Zebedayo Bayo          | Tanzania      | 1:01:07     | Lornah Kiplagat       | Kenya         | 1:06:56     |
| 2001 | Josephat Kipchoge Rop  | Kenya         | 1:02:12     | Catherine Ndereba     | Kenya         | 1:07:54     |
| 2002 | Yusuf Songoka          | Kenya         | 1:00:53     | Linah Cheruiyot       | Kenya         | 1:08:51     |
| 2003 | Joseph Ngolepus        | Kenya         | 1:00:53     | Marleen Renders       | Belgien       | 1:09:54     |
| 2004 | Christopher Cheboiboch | Kenya         | 1:02:41     | Mary Ptikany          | Kenya         | 1:13:36     |
| 2005 | Moses Kipkosgei Kigen  | Kenya         | 1:01:45     | Mary Ptikany          | Kenya         | 1:10:18     |
| 2006 | Moses Kipkosgei Kigen  | Kenya         | 1:01:17     | Simona Staicu         | Ungern        | 1:12:49     |
| 2007 | Samuel Wanjiru         | Kenya         | 58:33       | Hilda Kibet           | Kenya         | 1:09:43     |
| 2008 | Patrick Makau          | Kenya         | 1:00:08     | Pauline Wangui        | Kenya         | 1:09:49     |
| 2009 | Sammy Kitwara          | Kenya         | 59:47       | Pauline Wangui        | Kenya         | 1:10:50     |
| 2010 | Patrick Makau          | Kenya         | 59:52       | Pauline Wangui        | Kenya         | 1:10:36     |
| 2011 | Lelisa Desisa          | Etiopien      | 59:37       | Filomena Chepchirchir | Kenya         | 1:09:06     |
| 2012 | Stephen Kibet          | Kenya         | 58:54       | Josephine Chepkoech   | Kenya         | 1:11:20     |
| 2013 | Edwin Kipyego          | Kenya         | 1:00:05     | Laurane Picoche       | Frankrike     | 1:11:45     |
| 2014 | John Mwangangi         | Kenya         | 1:00:26     | Jip Vastenburg        | Nederländerna | 1:13:15     |

### Lista över vinnare
- Michiels, Frieda et al. (13 mars 2011). ”City-Pier-City Half Marathon”. Association of Road Racing Statisticians. http://www.arrs.net/HP_CPCHM.htm. Läst 26 juli 2014.